# Mischonyx
Mischonyx is een geslacht van hooiwagens uit de familie Gonyleptidae.
De wetenschappelijke naam Mischonyx is voor het eerst geldig gepubliceerd door Bertkau in 1880. 

## Soorten
Mischonyx omvat de volgende 11 soorten:
- Mischonyx anomalus
- Mischonyx antiquus
- Mischonyx cuspidatus
- Mischonyx fidelis
- Mischonyx holacanthus
- Mischonyx insulanus
- Mischonyx intermedius
- Mischonyx meridionalis
- Mischonyx processigerus
- Mischonyx squalidus
- Mischonyx sulinus